# Seija Simola
Seija Saara Maria Simola, 25 september 1944 i Helsingfors, död 20 augusti 2017 i Vanda, gift Franzén, var en finländsk sångerska.
Simola startade sin musikaliska karriär i mitten av 1960-talet som en del av gruppen Eero, Seija & Kristian Trio. Tillsammans släppte de albumet Trio 1970. Hon släppte sitt debutalbum som soloartist, Seija Simola 1, samma år. 
1972 deltog Simola i den finska uttagningen till Eurovision Song Contest med bidraget Kaukainen laulu och kom på 4:e plats. Hon återkom till tävlingen året därpå och kom då på 2:a plats med bidraget One, two, three. Hon deltog igen 1974 då hon framförde bidraget Laulun kuulen i en duett med Lasse Mårtenson, men de tog sig inte vidare till finalen. Efter tre års uppehåll deltog hon igen 1977 med låten Yötön yö och kom på sista plats. Hon tog slutligen hem vinsten 1978 med bidraget Anna rakkaudelle tilaisuus. I Eurovision Song Contest 1978 kom hon på 18:e plats med 2 poäng.

## Diskografi
- Trio (1970)
- Seija Simola 1 (1970)
- Aranjuez mon amour – näkemiin (1970)
- Rakkaustarina (1971)
- Seija (1973)
- Tunteen sain (1976)
- Seijan kauneimmat laulut (1977)
- Katseen kosketus (1979)
- Tunteet (1984)
- Ota kii – pidä mua (1985)
- Seija (1986)
- 20 suosikkia – Sulle silmäni annan (1995)
- Parhaat – Seija Simola (1995)
- 20 suosikkia – Rakkauden katse (2002)
- Sydämesi ääni (2005)